# باربارا مایکل (شناگر)
باربارا مایکل (به انگلیسی: Barbara Mitchell) (زادهٔ ۲۶ ژوئن ۱۹۵۶) شناگر اهل ایالات متحده آمریکا است.